# Band Vale
Band Vale é uma emissora de televisão brasileira sediada em Taubaté, com sucursal em São José dos Campos, ambas cidade do estado de São Paulo. Opera no canal 6 (23 UHF digital), e é uma emissora própria da Band. Seus estúdios estão localizados no Taubaté Shopping, no bairro Vila Costa, e sua antena de transmissão está no bairro Cristo Redentor. Em São José dos Campos, seus estúdios estão no Colinas Shopping, no bairro Jardim das Colinas, e seus transmissores estão no bairro Vila Dirce, ao lado do Mirante dos Altos de Santana.
Entre 1997 e 2007, a Band Vale chegou a gerar sua programação para a região da Baixada Santista, onde atualmente se recebe o sinal da TV Thathi Litoral.
Em 18 de outubro de 2022, a emissora deixou seus antigos estúdios no Jardim Bela Vista em São José dos Campos, e inaugurou um novo e moderno complexo dentro do Colinas Shopping, com 800 m², mantendo sua estrutura integrada com as rádios do Grupo Bandeirantes de Comunicação no Vale do Paraíba.

## Sinal digital
| Canal virtual | Canal digital | Resolução de tela | Programação                               |
| ------------- | ------------- | ----------------- | ----------------------------------------- |
| 6.1           | 23 UHF        | 1080i             | Programação principal da Band Vale / Band |

### Transição para o sinal digital
Com base no decreto federal de transição das emissoras de TV brasileiras do sinal analógico para o digital, a Band Vale, bem como as outras emissoras de Taubaté, cessou suas transmissões pelo canal 6 VHF em 17 de janeiro de 2018, seguindo o cronograma oficial da ANATEL. O switch-off aconteceu às 23h59 durante a exibição do Cine Band.